# Werner Erni
Werner Erni (* 20. März 1964) ist ein Schweizer Politiker (nebenamtlich).
Erni ist Diplom Techniker HF und Präsident der SP in Möhlin.
Erni ist seit 2019 als Nachgerückter Mitglied des Grossen Rats des Kantons Aargau. Er ist dort Mitglied der Kommission „Allgemeine Verwaltung“ und der Fraktion der Sozialdemokratischen Partei mit Schwerpunkt Volkswirtschaft und Infrastruktur.
Erni ist Mitbegründer des Bild- und Tonarchivs der Gemeinde Möhlin.